# Chrysoprasis marta
Chrysoprasis marta là một loài bọ cánh cứng trong họ Cerambycidae.